# Horst Goeldel
Horst Goeldel (n. 7 iunie 1883, Łęgajny⁠(d), Gmina Barczewo⁠(d), Warmia și Mazuria, Polonia – d. secolul al XX-lea) a fost un trăgător de tir ce a reprezentat Germania, medaliat olimpic. A participat la o ediție a Jocurilor Olimpice (1912) în care a câștigat o medalie de bronz.